# Krugkoppelbrücke

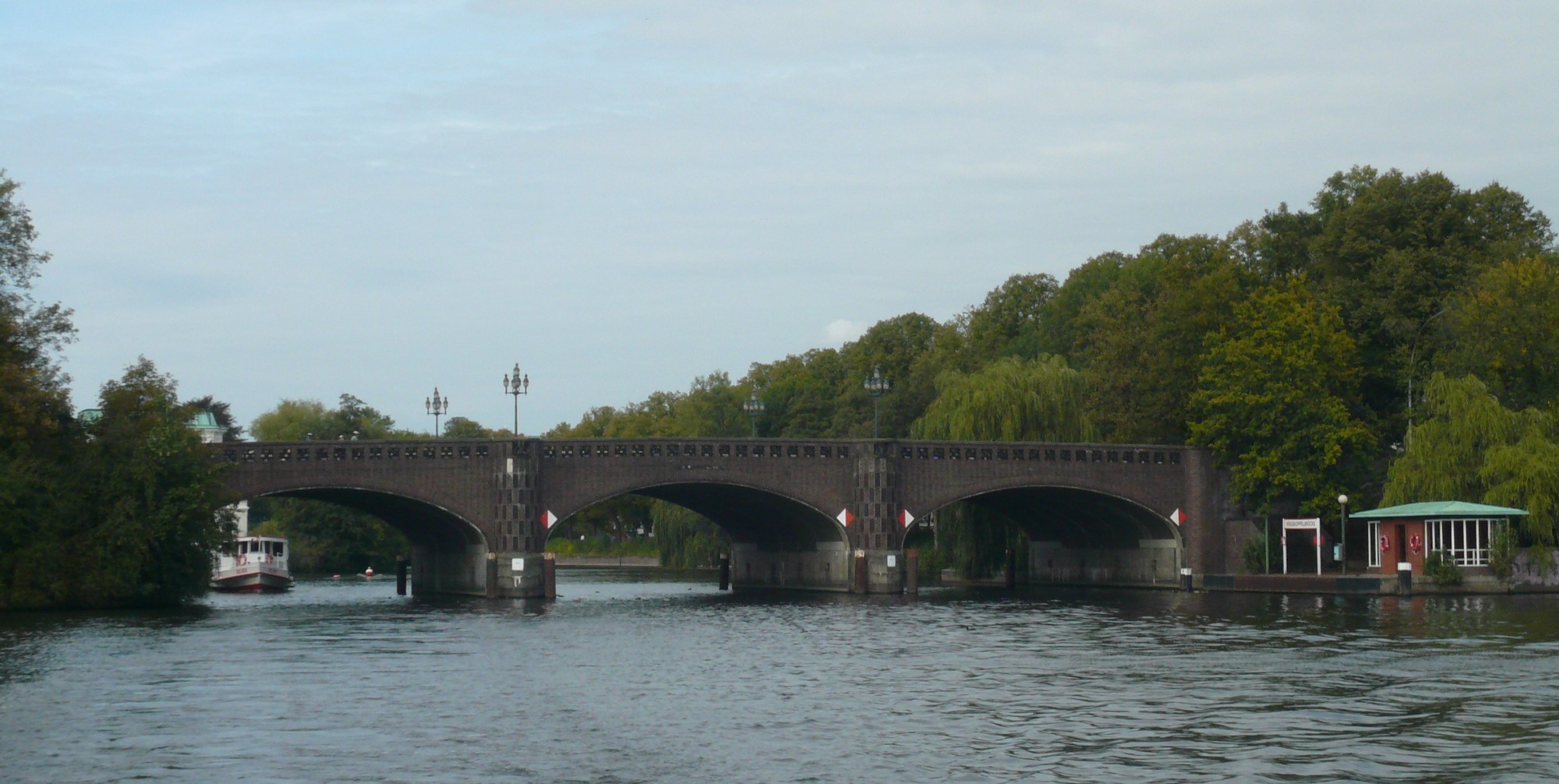
Die Krugkoppelbrücke

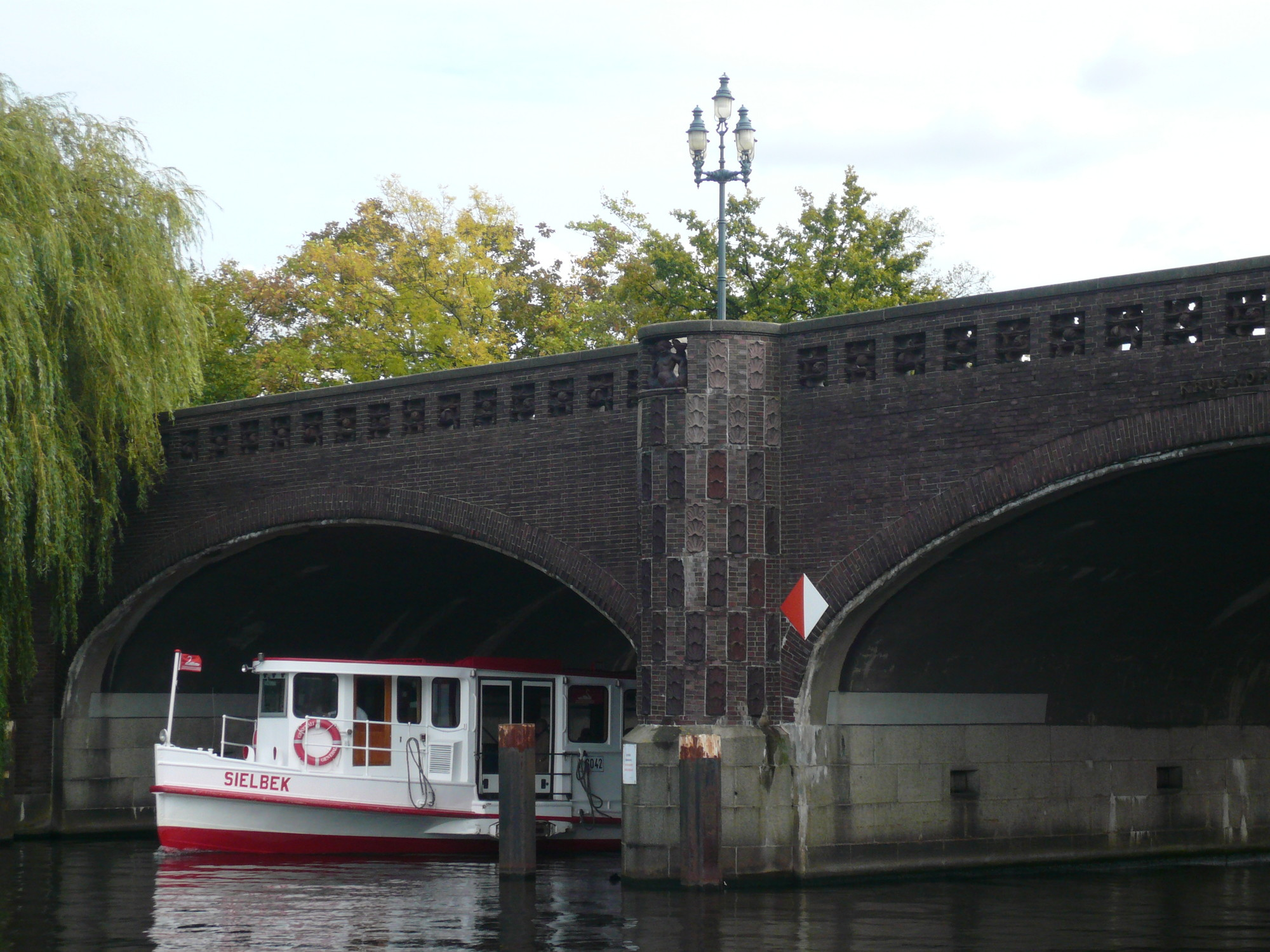
Die Nordseite der Brücke

Die Krugkoppelbrücke ist eine denkmalgeschützte Straßenbrücke, die die Alster an der Nordseite der Außenalster zwischen den Hamburger Stadtteilen Harvestehude und Winterhude überspannt und die Straße „Krugkoppel“ über den Fluss führt.

## Beschreibung und Geschichte
Die erste dauerhafte Brücke an dieser Stelle wurde 1891 nach Plänen von Franz Andreas Meyer als Holzbauwerk errichtet. Es handelte sich um eine der letzten in Hamburg errichteten Holzbrücken. Bereits zehn Jahre zuvor (1881) gab es zwischen Krugkoppel und Fernsicht für kurze Zeit eine Schiffsbrücke aus 75 Schuten. Anlässlich der Eröffnung der Deutschen Seewarte weilte Kaiser Wilhelm I. in Hamburg und unternahm auch eine Rundfahrt um die Außenalster. Die „mit Kies bestreute und mit hochstämmigen Tannen und mit Schilf geschmückte Brückenbahn machte den Eindruck eines breiten Gartenweges“; der 8000 Mark teure Bau wurde jedoch nach dem Besuch des Kaisers wieder abgerissen.
Das heutige, 72 Meter lange Bauwerk entstand zwischen 1927 und 1928 nach Plänen von Fritz Schumacher und Gustav Leo. Die Brücke besteht aus drei eingespannten Korbbogengewölben aus Eisenbeton. Für die Verblendung der Brüstungsfelder wählte Schumacher Klinkerkeramiken und Terrakotten, die unter anderem Weinranken und zweischwänzige Meerwesen zeigen. Die hervorstehenden Brückenpfeiler haben von Richard Kuöhl gestaltete eingelassene Muschelornamente; die Brüstung trägt das Wappen der Hansestadt.
Von Januar 2018 bis November 2019 fand eine Restaurierung der Brücke für rund 5 Millionen Euro statt. Dabei wurden Ornamente erneuert und 41.000 Ziegel neu gebrannt.
An der Brücke befindet sich pro Fahrtrichtung je eine Anlegestelle für Alsterdampfer.
Die Brücke ist wahrscheinlich nach der Gaststätte „Krug Koppel“ benannt, die im 16. Jahrhundert am westlichen Alsterufer errichtet wurde. Es war der Name eines Weges. In einer Anzeige vom 7. Oktober 1833 in den Hamburger Nachrichten unter dem Titel „Oeffentlicher Verkauf.“ wird ein Platz „… zwischen der harvestehuder Krugkoppel und …“ erwähnt.

## Verkehrsbelastung
Die Krugkoppelbrücke wurde 2013 von durchschnittlich 13.000 Fahrzeugen pro Werktag genutzt, davon etwa 1 Prozent Schwerverkehr.

## Quelle
- Alsterüberbrückung (Krugkoppelbrücke) und darauf bezüglich Verträge mit Todtenhaupt, Siemers, Mohr, Balzer, Sierich, Cramer, Ahrens und Gertig und deren Finanzierung, 1890, Staatsarchiv Hamburg, Signatur: 111-1 Senat, 12. Jh.-20. Jh., Aktenzeichen: 72150